# Nordica
Nordica (parte di Nordic Aviation Group AS) fu la compagnia di bandiera d'Estonia dal 2015 al 2024, ed era interamente posseduta dal governo estone.
Tutti i voli di Nordica erano operati sotto il certificato di operatore aereo della sua sussidiaria Xfly e venivano gestiti in cooperazione con LOT Polish Airlines, compagnia aerea di bandiera della Polonia. Il 20 novembre 2024 ha cessato tutte le operazioni e presentato istanza di fallimento per iniziare il processo di liquidazione.

## Storia
La compagnia è stata fondata il 25 settembre 2015 in seguito alla bancarotta e successiva chiusura della precedente compagnia di bandiera, Estonian Air. Il primo volo è stato effettuato l'8 novembre 2015. A fine 2015 viene fondata la sussidiaria Regional Jet, una compagnia ACMI specializzata in servizi di wet lease, che ha tra i principali clienti Nordic Aviation Group, LOT Polish Airlines e Scandinavian Airlines.
La nuova denominazione, Nordica, è stata annunciata nel marzo 2016 ed utilizzata a partire dal 30 marzo 2016. 
Fino a novembre 2016 i voli di Nordica sono stati operati dal vettore sloveno Adria Airways, in seguito la compagnia ha acquistato propri velivoli ed ha cominciato la collaborazione con LOT, utilizzando il sistema di vendita biglietti, la piattaforma commerciale e il codice di volo di quest'ultima.
Nel novembre 2018 la compagnia ha annunciato la cancellazione di otto rotte previste per l'estate 2019 a causa di scarsa profittabilità; il 29 dicembre 2018 ha chiuso la base presso l'Aeroporto di Groninga-Eelde aperta nel marzo dello stesso anno.
La compagnia ha annunciato che dal 27 ottobre 2019 cesserà le sue attività indipendenti come compagnia aerea, non operando più voli da o per Vilnius, Copenaghen, Trondheim, Vienna e Kyiv. Diversi servizi cesseranno e i biglietti saranno venduti solo dalla LOT Polish Airlines, che detiene una partecipazione del 49% della compagnia aerea.
I servizi di wet lease e i servizi governativi continuano ad essere esercitati dalla sua sussidiaria, che a febbraio 2020 ha cambiato denominazione in Xfly.

## Flotta
A novembre 2024 la flotta di Nordica era composta dai seguenti aeromobili:

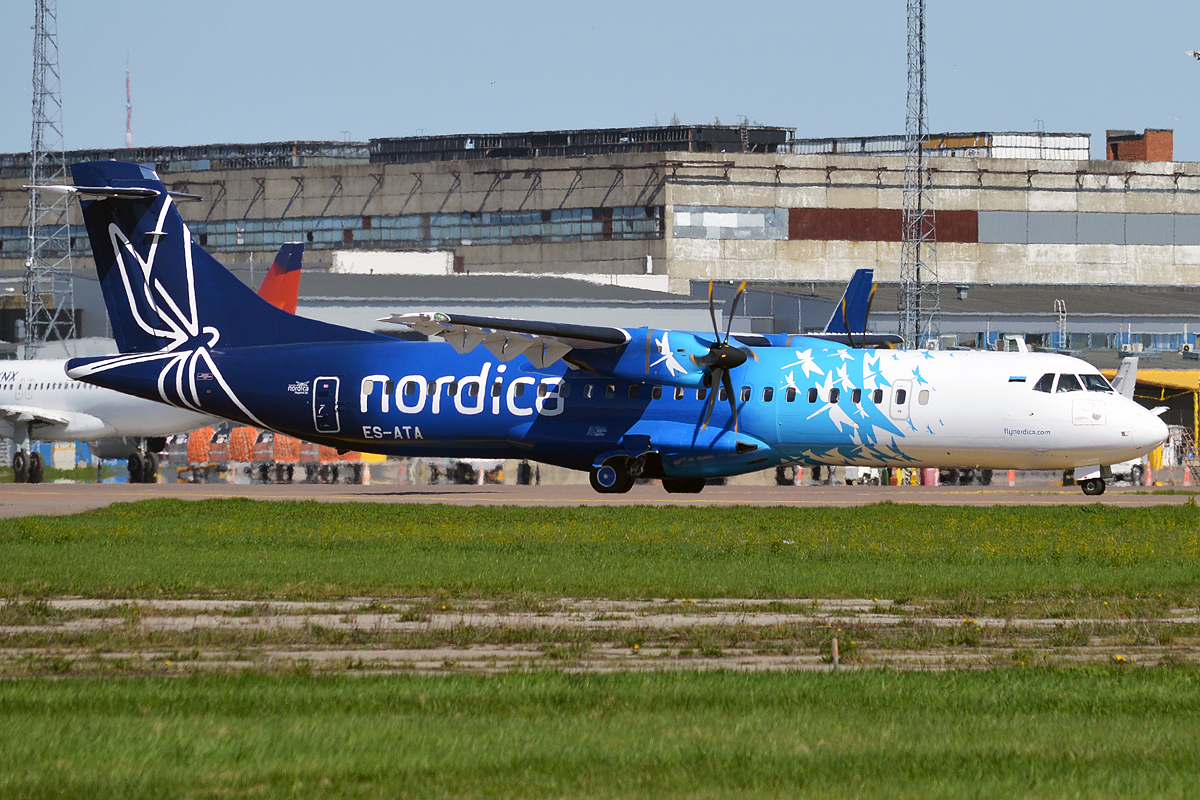
Un ATR 72-600 in servizio per Nordica.

| Aereo              | In servizio | In ordine | Posti    | Posti   | Posti  | Note                              |
| Aereo              | In servizio | In ordine | Business | Economy | Totale | Note                              |
| ------------------ | ----------- | --------- | -------- | ------- | ------ | --------------------------------- |
| Airbus A320-200    | 1           | 9         | _        | 180     | 180    | Ordini annullati causa fallimento |
| ATR 72-600         | 9           |           | —        | 70      | 70     |                                   |
| Bombardier CRJ-900 | 9           |           | —        | 88      | 88     |                                   |
| Totale             | 19          |           |          |         |        |                                   |

A novembre 2024 la flotta di Xfly era così composta:
| Aereo              | In servizio | In ordine | Posti    | Posti   | Posti  | Note                     |
| Aereo              | In servizio | In ordine | Business | Economy | Totale | Note                     |
| ------------------ | ----------- | --------- | -------- | ------- | ------ | ------------------------ |
| ATR 72-600         | 8           | 1         | —        | 70      | 70     | 2 per Nordica, 5 per SAS |
| Bombardier CRJ-700 | 2           |           | —        | 70      | 70     | 2 per Nordica            |
| Bombardier CRJ-900 | 12          |           | —        | 88      | 88     | 3 per Nordica, 3 per SAS |
| Totale             | 22          | 1         |          |         |        |                          |